# Nichole Van Croft
Nichole Van Croft (Jacksonville, 5 novembre 1973 – Bardstown, 20 aprile 2018) è stata una modella e attrice statunitense.
È stata Playboy's Playmate del mese di ottobre 2000 ed è apparsa in numerosi video di Playboy e Edizioni Speciali della rivista. Morta a soli 45 anni

## Videografia
- Playboy Video Playmate Calendar (2002)
- Playboy: Playmates Unwrapped (2001)